# 泉州公交8路
泉州公交8路是中国泉州市境内的一条公共交通线路，全程21.3公里。起讫点为文化宫至东宏路首末站，运营时间为文化宫：6:38-22:20；东宏路首末站：6:15-22:00
本线已更名为K501路

## 历史
- 1992年，泉州市公交公司（公交集团前身）开通8路小公共汽车。初期运营区间为文化宫-新码头。初期运营时间为冬季6:10-17:30，夏季6:05-18:00[1]，初期使用车辆为10部小巴
- 1998年12月2日，因九一街交通优化需要。8路自该日起取消途径九一街、温陵北路。改为途径百源路、涂门街、民权路至旧车站后原线行驶，其它不变。[2]
- 2001年8月25日，8路接手并更换自18（现K306路）退下的12部华夏AC6700DQ型汽油无空调公交车[3][4]
- 2005年3月16日，8路车队因后渚路段的停靠站点问题与莲垵村民发生冲突。部分莲垵村民强行拦下8路车队所有车辆，造成当日8路自13时起至末班运营中断[5]
- 2005年3月30日，一名乘客在乘坐8路至后渚码头时，因被乘务员收取3元车费认为不合理，向市物价局投诉[6],此后，8路取消收取车垵至后渚码头的分段
- 2006年5月16日，8路启用无人售票制度，票价不变[7]
- 2006年9月28日，因天后路道路翻修的需要，8路取消途经民权路、天后路、义全街，改为途经涂门街、温陵路至中医院站后原线行驶
- 2006年12月22日，8路闽CY0141号车途径通港西街时，因前方有一部21路躲避皮卡急刹车，造成8路该车追尾车前方的泉州-崇武客运专线、1路运营车辆以及21路车，造成8路车上6名乘客受伤、前挡风玻璃损坏
- 2006年12月24日，天后路翻修完成，8路恢复途经民权路、天后路、义全街，取消途经涂门街棋盘园、温陵路海关大楼站[8]
- 2007年12月18日，因泉州大桥北桥头实行单向循环，8路往文化宫方向改为途径田安南路、泉秀街至义全街后原线行驶[9]
- 2008年1月，8路接手并更换自6路退下的12部亚星JS6800HD2型柴油空调公交车
- 2008年4月7日，因东海景观东路路面施工，8路取消途经曾厝、顶堡、车垵、新码头，改为途经东海大街至泉州师院始发终到[10][11]
- 2010年4月24日，8路自泉州师院经由滨海街、府西路、海星街延伸至海星小区始发终到
- 2010年11月，8路更换为14部福达FZ6890UF3G3型柴油空调公交车
- 2012年7月10日，泉州大桥北桥头取消单向循环，8路往文化宫方向取消途径田安南路、泉秀街，改为双向途径温陵南路[12]
- 2013年6月25日，8路开通夜班服务。末班发车时间延长至文化宫22:20、海星小区22:00发车[13][14]
- 2013年7月1日，8路自海星街经由丰海路，延伸至双垵街海星小区始末站始发终到
- 2013年9月16日，8路一部运营车辆在途经客运中心站时，与邻近的21路运营车辆发生擦撞事故，造成8路右侧车窗损坏[15]
- 2014年8月17日，一名挑着鱼担的中年妇女，于宏昌宾馆站欲乘坐8路回蟳埔村，遭到司机拒绝并熄火停驶。此时被同车乘客所拍下事发经过，由此引发了一场关于泉州公交是否允许腥味物品上车的讨论[16]
- 2016年6月，8路增加8部大金龙XMQ6850AGBEVL型空调电动巴士。
- 2016年12月8日，8路更换20部中车时代TEG6820BEV01型空调电动巴士和12部大金龙XMQ6850AGBEVL型空调电动巴士，并退下10部福达FZ6890UF3G3
- 2017年1月6日，8路闽CY8487号车于文化宫出场发车时，因车辆突发故障而失控，撞向途径的电动车及停放于文化宫场站前的献血车。造成电动车女骑手受伤，后抢救无效并宣告不治。献血车尾部轻微受损，8487号车前部受损严重[17]。
- 2017年6月10日，8路票价由分段计价¥2.0降为一票制¥1.0[18]
- 2017年8月10日，8路退下5部中车时代TEG6820BEV01至44路用以更新车辆，8路配车数降为35部
- 2017年11月1日，8路退下7部大金龙XMQ6850AGBEVL至K301路用以更新车辆，8路配车数降为29部。同月，二分公司（现更名为东海公司）抽调8路共计4部XMQ6850AGBEVL至30路、K1路进行纯电动车型测试，8路配车数降至25部
- 2018年5月2日，8路与K301路互换车辆，8路全线改配为20部XMQ6850AGBEVL，原有TEG6820BEV01互换至K301路等线路
- 2020年11月10日，因海星街西段恢复双向通行。自该日起8路取消途径滨海街中段、府东路南段。双向恢复途径府西路、泉州行政中心，其他不变。[19][20]
- 2021年1月26日，受后埔片区拆迁改造影响，8路自该日起取消途径东滨路滨南路口至下堡段。改为途径东海大街、格联通街至格联通街口后原线行驶。运营时间、票价不变[21]
- 2022年3月16日，因疫情防控暂停中心市区范围内所有公交线路运营，8路自当日首班起暂停运营至4月15日。[22]
- 2022年4月16日，8路恢复运营。临时取消停靠客运中心站南门、东海街道办事处、黎明大学、宝珊花园、法坊路口、霞露口、东海滨城等站点，运营时间临时调整为双向7:30-18:00。[23]
- 2022年4月18日，8路恢复停靠客运中心站南门、东海街道办事处、黎明大学、宝珊花园、法坊路口、霞露口、东海滨城等站，运营时间恢复为文化宫6:38-22:20、海星小区首末站6:15-22:00[24]
- 2022年11月，因部分XMQ6850AGBEVL故障率高发，为维持正常运营，8路更换8部金旅XML6855JEVW0C型空调电动巴士，原配8部XMQ6850AGBEVL停备。
- 2023年9月13日，因海星小区3期建设需要，原海星小区首末站地块收回并拆除。受此影响8路自该日起临时改为至海星小区始发终到。
- 2023年9月25日，8路自该日起正式调整至东宏路首末站始发终到，取消停靠海星小区。并增停滨海公园大兴街、大兴街口、滨海公园府西路、滨海公园泉海路、滨海公园滨海街、滨海街口等站，其它不变。[25]
- 2023年10月26日，因原配车辆动力电池超过保修期。自该日起8路全线更换为自44路、K8路等线路抽调而来的16部XML6855JEVW0C。原配19部XMQ6850AGBEVL退役。
- 2024年1月11日，因百源路污水管道封闭施工影响，8路自该日取消途径百源路、关帝庙。改为途径九一街、温陵路、涂门街、民权路至天后路北段站后原线行驶，其它不变。[26]
- 2024年2月6日，8路恢复途径百源路、关帝庙，取消途径途径九一街、温陵路。
- 2024年3月30日，因优化调整，8路自该日起更名为K501路，原路号撤销。

## 站点
| 路线 | 路线 | 路线 | 所在地区、街道 | 所在地区、街道 | 站点名            | 备注                        |
| ---- | ---- | ---- | -------------- | -------------- | ----------------- | --------------------------- |
|      |      |      | 鲤城区         | 九一街         | 文化宫            | 起讫站                      |
|      |      |      | 鲤城区         | 百源路         | 百源路            |                             |
|      |      |      | 鲤城区         | 涂门街         | 关帝庙            | 清净寺                      |
|      |      |      | 鲤城区         | 天后路         | 天后路北段        |                             |
|      |      |      | 鲤城区         | 义全街         | 幸福街口          | 原名 联运车站               |
|      |      |      | 鲤城区         | 温陵南路       | 温陵路南段        | 原名 中医院、泉州汽车站西门 |
|      |      |      | 丰泽区         | 宝洲街         | 宝洲街西段        | 原名 宏昌宾馆               |
|      |      |      | 丰泽区         | 宝洲街         | 东南医院          |                             |
|      |      |      | 丰泽区         | 宝洲街         | 浦西村口          |                             |
|      |      |      | 丰泽区         | 宝洲街         | 宝洲街中段        |                             |
|      |      |      | 丰泽区         | 刺桐南路       | 丰泽交警大队（↓） | 正骨医院（↑）               |
|      |      |      | 丰泽区         | 刺桐南路       | 刺桐南路中段（↓） | 泉州电信公司（↑）           |
|      |      |      | 丰泽区         | 泉秀街         | 客运中心站南门    | 原名 沉洲路口               |
|      |      |      | 丰泽区         | 泉秀街         | 金帝花园          | 原名 成洲工业区             |
|      |      |      | 丰泽区         | 通港西街       | 现代广场          | 原名 坂头                   |
|      |      |      | 丰泽区         | 通港西街       | 东海街道办事处    |                             |
|      |      |      | 丰泽区         | 通港西街       | 黎明大学          |                             |
|      |      |      | 丰泽区         | 通港西街       | 宝珊花园          |                             |
|      |      |      | 丰泽区         | 通港西街       | 法坊路口          | 原名 筑路机厂               |
|      |      |      | 丰泽区         | 通港西街       | 霞露口            |                             |
|      |      |      | 丰泽区         | 东海大街       | 东海滨城          |                             |
|      |      |      | 丰泽区         | 东海大街       | 医大二院东海院区  | ↑                           |
|      |      |      | 丰泽区         | 格联通街       | 格联通街          |                             |
|      |      |      | 丰泽区         | 格联通街       | 东滨路口          |                             |
|      |      |      | 丰泽区         | 东滨路         | 格联通街口        | 原名 格林公司               |
|      |      |      | 丰泽区         | 东滨路         | 公交东海站        | 公交东海公司                |
|      |      |      | 丰泽区         | 东滨路         | 霞塘              |                             |
|      |      |      | 丰泽区         | 东滨路         | 东梅              |                             |
|      |      |      | 丰泽区         | 东海大街       | 泉州师院          |                             |
|      |      |      | 丰泽区         | 滨海街         | 东海大街口        | 原名 滨海街西二段           |
|      |      |      | 丰泽区         | 府西路         | 府西路            |                             |
|      |      |      | 丰泽区         | 海星街         | 泉州行政中心      |                             |
|      |      |      | 丰泽区         | 海星街         | 晋光小学东海校区  | 原名 海星街东段             |
|      |      |      | 丰泽区         | 丰海路         | 滨海公园大兴街    |                             |
|      |      |      | 丰泽区         | 丰海路         | 大兴街口          |                             |
|      |      |      | 丰泽区         | 丰海路         | 滨海公园府西路    |                             |
|      |      |      | 丰泽区         | 丰海路         | 滨海公园泉海路    |                             |
|      |      |      | 丰泽区         | 丰海路         | 滨海公园滨海街    |                             |
|      |      |      | 丰泽区         | 丰海路         | 滨海街口          |                             |
|      |      |      | 丰泽区         | 东宏路         | 东宏路首末站      | 起讫站                      |

## 票价
8路计价方式为一票制，全程票价¥1.0。其中：
- 泉通卡普通卡9折，月票卡乘坐需刷1次。敬老卡、爱心卡有效
- 可使用泉城通APP及支付宝、云闪付、微信乘车码支付

## 配车
- 亚星JS6800HD2
（2008.1 - 2010.11）
- 福达FZ6890UF3G3
（2010.11 - 2016.12）
- 中车时代TEG6820BEV01
（2016.12 - 2018.5）
- 大金龙XMQ6850AGBEVL
（2016.6 - 2023.10）
- 金旅XML6855JEVW0C
（2022.5 - 2024.3）

## 相关
- 泉州公交线路列表
- 泉州公交K501路